# 臆病
| ウィキペディアには「臆病」という見出しの百科事典記事はありません（タイトルに「臆病」を含むページの一覧/「臆病」で始まるページの一覧）。 代わりにウィクショナリーのページ「臆病」が役に立つかもしれません。 |